# Anneliese Priefert
Anneliese Priefert (* 28. März 1927 in Berlin; † 1. Januar 2021 ebenda) war eine deutsche Schauspielerin, Synchron- und Hörspielsprecherin.

## Leben und Karriere
Anneliese Priefert wurde als Tochter des späteren Leiters der Synchronabteilung von Metro-Goldwyn-Mayer, Richard Priefert (* 1908; † ?), geboren.
Sie absolvierte eine Schauspielausbildung und war ab den frühen 1950er Jahren vor allem auf der Bühne des Hebbel-Theaters in Berlin zu sehen. So spielte sie 1953 in der Komödie Der Raub der Sabinerinnen von Franz und Paul von Schönthan. 1963 war sie in Maximilian Böttchers Krach im Hinterhaus, unter der Regie von Willi Sämann, zu sehen. Neben ihrer Arbeit als Schauspielerin arbeitete Priefert auch als Hörspielsprecherin, so bereits 1954 für den RIAS unter der Regie von Karl Metzner in Zonengrenzbus Helmstedt, einem Drama von Johannes Hendrich.
Von den 1940er bis zu den frühen 1970er Jahren war Priefert umfassend in der Filmsynchronisation im MGM-Synchronisations-Atelier in Berlin aktiv. Sie lieh ihre Stimme vielen bekannten britischen und US-amerikanischen Schauspielerinnen, wie Maggie Smith, Jean Harlow, Eva Marie Saint, Candice Bergen, Anne Bancroft und Jill St. John.

## Synchronisationen

### Filme (Auswahl)
- 1947: Shelagh Fraser als Alice in Die Weber von Bankdam
- 1952: Jacqueline Beer als Denise Marton in Die lustige Witwe
- 1956: Dorothy Schuyler als Delilah Ware in Die schwarze Peitsche
- 1963: Maggie Smith als Miss Head in Hotel International
- 1963: Lois Maxwell als Grace Markway in Bis das Blut gefriert
- 1964: Jean Harlow als sie selbst in Die große Metro-Lachparade
- 1965: Eva Marie Saint als Anna Hedler in 36 Stunden
- 1966: Anne Bancroft als Dr. D. R. Cartwright in Sieben Frauen
- 1970: Candice Bergen als Cresta Lee in Das Wiegenlied vom Totschlag
- 1971: Jennifer Billingsley als Pom-Pom in Höllenengel und Company
- 1972: Jill St. John als Pat Lomart in Blutroter Morgen
- 1973: Maja Barrett als Miss Carrie in Westworld

### Serien (Auswahl)
- 1961: Tatjana Iwanow als Frau Kaiser in Alarm für Dora X (Gefahr im Steinbruch)[1]